# Suisse aux Jeux olympiques d'été de 2024
La Suisse participe aux Jeux olympiques d'été de 2024 à Paris. Il s'agit de sa 30e participation à des Jeux olympiques d'été.

## Délégation
Swiss Olympic annonce les trois premiers athlètes sélectionnés le 15 septembre 2023. Parmi les 128 athlètes initialement sélectionnés, Marlen Reusser et Jolanda Neff doivent renoncer pour des raisons de santé et sont remplacées par Elena Hartmann et Sina Frei respectivement.
La Suisse n'envoie aucun athlète en basket-ball, boxe, breakdance, canoë-kayak régate, football, gymnastique rythmique, trampoline, haltérophilie, handball, hockey sur gazon, lutte, lutte gréco-romaine, plongeon, natation artistique, rugby, skateboard, surf, taekwondo, tennis de table, tir à l'arc, volley-ball et water-polo.
Le vététiste Nino Schurter et la tireuse sportive Nina Christen sont nommés porte-drapeaux de la délégation suisse le 25 juillet 2024.
Le tableau suivant montre le nombre d'athlètes suisses sélectionnés dans chaque discipline :
| Sport              | Discipline         | Discipline | Hommes      | Femmes      | Total |
| ------------------ | ------------------ | ---------- | ----------- | ----------- | ----- |
| Athlétisme         | Athlétisme         |            | 13          | 22          | 35    |
| Aviron             | Aviron             |            | 12          | 5           | 17    |
| Badminton          | Badminton          |            | 1           | 1           | 2     |
| Beach-volley       | Beach-volley       |            | 0           | 4           | 4     |
| Canoë-kayak        | Slalom             |            | 1           | 1           | 2     |
| Cyclisme           | BMX                |            | 3           | 3           | 6     |
| Cyclisme           | Sur piste          |            | 1           | 2           | 3     |
| Cyclisme           | Sur route          |            | 2           | 4           | 6     |
| Cyclisme           | VTT                |            | 2           | 2           | 4     |
| Équitation         | Concours complet   |            | 2           | 1           | 3     |
| Équitation         | Saut d'obstacles   | 3          | 0           | 3           |       |
| Équitation         | Dressage           | 0          | 1           | 1           |       |
| Escalade           | Escalade           |            | 1           | 0           | 1     |
| Escrime            | Escrime            |            | 1           | 1           | 2     |
| Golf               | Golf               |            | 1           | 2           | 3     |
| Gymnastique        | Artistique         |            | 5           | 1           | 6     |
| Judo               | Judo               |            | 2           | 1           | 3     |
| Sports aquatiques  | Natation sportive  |            | 7           | 1           | 8     |
| Pentathlon moderne | Pentathlon moderne |            | 1           | 1           | 2     |
| Tennis             | Tennis             |            | 1           | 1           | 2     |
| Tir                | Tir                |            | 2           | 3           | 5     |
| Triathlon          | Triathlon          |            | 2           | 2           | 4     |
| Voile              | Voile              |            | 4           | 3           | 7     |
| Total              | Total              | Total      | 67 athlètes | 62 athlètes | 129   |

## Bilan général
| Sport              | Médaille d'or, Jeux olympiques | Médaille d'argent, Jeux olympiques | Médaille de bronze, Jeux olympiques | Total | Rang pays |
| ------------------ | ------------------------------ | ---------------------------------- | ----------------------------------- | ----- | --------- |
| Athlétisme         | 0                              | 0                                  | 0                                   | 0     | —         |
| Aviron             | 0                              | 0                                  | 1                                   | 1     | 10e       |
| Badminton          | 0                              | 0                                  | 0                                   | 0     | —         |
| Canoë-kayak        | 0                              | 0                                  | 0                                   | 0     | —         |
| Cyclisme           | 0                              | 0                                  | 1                                   | 1     | 10e       |
| Équitation         | 0                              | 1                                  | 0                                   | 1     | 4e        |
| Escalade           | 0                              | 0                                  | 0                                   | 0     | —         |
| Escrime            | 0                              | 0                                  | 0                                   | 0     | —         |
| Golf               | 0                              | 0                                  | 0                                   | 0     | —         |
| Gymnastique        | 0                              | 0                                  | 0                                   | 0     | —         |
| Judo               | 0                              | 0                                  | 0                                   | 0     | —         |
| Natation           | 0                              | 0                                  | 1                                   | 1     | 18e       |
| Pentathlon moderne | 0                              | 0                                  | 0                                   | 0     | —         |
| Tennis             | 0                              | 0                                  | 0                                   | 0     | —         |
| Tir                | 1                              | 0                                  | 1                                   | 2     | 3e        |
| Triathlon          | 0                              | 1                                  | 0                                   | 1     | 3e        |
| Voile              | 0                              | 0                                  | 0                                   | 0     | —         |
| Volley-Ball        | 0                              | 0                                  | 1                                   | 1     |           |
| Total              | 1                              | 2                                  | 5                                   | 8     | 39e       |

| Jour       | Médaille d'or, Jeux olympiques | Médaille d'argent, Jeux olympiques | Médaille de bronze, Jeux olympiques | Total |
| ---------- | ------------------------------ | ---------------------------------- | ----------------------------------- | ----- |
| 26 juillet | —                              | —                                  | —                                   | —     |
| 27 juillet | 0                              | 0                                  | 0                                   | 0     |
| 28 juillet | 0                              | 0                                  | 0                                   | 0     |
| 29 juillet | 0                              | 0                                  | 1                                   | 1     |
| 30 juillet | 0                              | 0                                  | 0                                   | 0     |
| 31 juillet | 0                              | 1                                  | 0                                   | 1     |
| 1er août   | 0                              | 0                                  | 1                                   | 1     |
| 2 août     | 1                              | 0                                  | 2                                   | 3     |
| 3 août     | 0                              | 0                                  | 0                                   | 0     |
| 4 août     | 0                              | 0                                  | 0                                   | 0     |
| 5 août     | 0                              | 0                                  | 0                                   | 0     |
| 6 août     | 0                              | 1                                  | 0                                   | 0     |
| 7 août     | 0                              | 0                                  | 0                                   | 0     |
| 8 août     | 0                              | 0                                  | 0                                   | 0     |
| 9 août     | 0                              | 0                                  | 1                                   | 1     |
| 10 août    | 0                              | 0                                  | 0                                   | 0     |
| 11 août    | 0                              | 0                                  | 0                                   | 0     |
| Total      | 1                              | 2                                  | 5                                   | 8     |

| Sexe   | Médaille d'or, Jeux olympiques | Médaille d'argent, Jeux olympiques | Médaille de bronze, Jeux olympiques | Total |
| ------ | ------------------------------ | ---------------------------------- | ----------------------------------- | ----- |
| Hommes | 0                              | 1                                  | 2                                   | 3     |
| Femmes | 1                              | 1                                  | 3                                   | 5     |
| Mixte  | 0                              | 0                                  | 0                                   | 0     |
| Total  | 1                              | 2                                  | 5                                   | 8     |

## Médaillés
| Sport | Discipline                         | Athlète(s)   | Performance | Date        |
| ----- | ---------------------------------- | ------------ | ----------- | ----------- |
| Tir   | Carabine à 50 m 3 positions femmes | Chiara Leone | 464,4       | 2 août 2024 |

| Sport      | Discipline                  | Athlète(s)    | Performance    | Date            |
| ---------- | --------------------------- | ------------- | -------------- | --------------- |
| Triathlon  | Individuel femmes           | Julie Derron  | 1 h 55 min 1 s | 31 juillet 2024 |
| Équitation | Saut d'obstacles individuel | Steve Guerdat | 80 s 99        | 6 août 2024     |

| Sport        | Discipline                          | Athlète(s)                 | Performance        | Date            |
| ------------ | ----------------------------------- | -------------------------- | ------------------ | --------------- |
| Tir          | Carabine à 10 m air comprimé femmes | Audrey Gogniat             | 230,3              | 29 juillet 2024 |
| Natation     | 200 m dos masculin                  | Roman Mityukov             | 1 min 54 s 85      | 1er août 2024   |
| Aviron       | Deux sans barreur masculin          | Roman Röösli Andrin Gulich | 6 min 24 s 76      | 2 août 2024     |
| BMX          | BMX racing                          | Zoé Claessens              | 35 s 060           | 2 août 2024     |
| Beach-Volley | Tournoi féminin                     | Nina Brunner Tanja Hüberli | (AUS) Victoire 2-0 | 9 août 2024     |

## Résultats

### Athlétisme
Le 8 mai 2024, Swiss Olympic annonce les sélections pour le marathons et retient deux hommes (Tadesse Abraham et Matthias Kyburz) et deux femmes (Fabienne Schlumpf et Helen Bekele Tola). La délégation est complétée le 8 juillet 2024 et compte finalement 13 hommes et 22 femmes pour un total de 35 athlètes. Pour les relais 4 × 400 m féminin et mixte, les dernières places sont attribuées après le meeting de Lausanne le 27 juillet 2024.

#### Hommes
| Athlètes            | Épreuve     | Premier tour | Premier tour | Repêchage   | Repêchage   | Demi-finales | Demi-finales | Finale | Finale |
| Athlètes            | Épreuve     | Temps        | Rang         | Temps       | Rang        | Temps        | Rang         | Temps  | Rang   |
| ------------------- | ----------- | ------------ | ------------ | ----------- | ----------- | ------------ | ------------ | ------ | ------ |
| Timothé Mumenthaler | 200 m       |              | e            |             | e           |              | e            |        | e      |
| William Reais       | 200 m       |              | e            |             | e           |              | e            |        | e      |
| Felix Svensson (de) | 200 m       |              | e            |             | e           |              | e            |        | e      |
| Lionel Spitz (de)   | 400 m       |              | e            |             | e           |              | e            |        | e      |
| Jonas Raess (de)    | 5 000 m     |              | e            | Non disputé | Non disputé | Non disputé  | Non disputé  |        | e      |
| Tadesse Abraham     | Marathon    | Non disputé  | Non disputé  | Non disputé | Non disputé | Non disputé  | Non disputé  |        | e      |
| Matthias Kyburz     | Marathon    | Non disputé  | Non disputé  | Non disputé | Non disputé | Non disputé  | Non disputé  |        | e      |
| Jason Joseph        | 110 m haies |              | e            |             | e           |              | e            |        | e      |
| Julien Bonvin       | 400 m haies |              | e            |             | e           |              | e            |        | e      |

| Athlètes      | Épreuve          | Qualification | Qualification | Finale      | Finale |
| Athlètes      | Épreuve          | Performance   | Rang          | Performance | Rang   |
| ------------- | ---------------- | ------------- | ------------- | ----------- | ------ |
| Simon Ehammer | Saut en longueur | m             | e             | m           | e      |

#### Femmes
| Athlètes                                                                                      | Épreuve          | Premier tour (ou tour préliminaire) | Premier tour (ou tour préliminaire) | Repêchage (ou premier tour) | Repêchage (ou premier tour) | Demi-finales | Demi-finales | Finale   | Finale   |
| Athlètes                                                                                      | Épreuve          | Temps                               | Rang                                | Temps                       | Rang                        | Temps        | Rang         | Temps    | Rang     |
| --------------------------------------------------------------------------------------------- | ---------------- | ----------------------------------- | ----------------------------------- | --------------------------- | --------------------------- | ------------ | ------------ | -------- | -------- |
| Géraldine Frey (de)                                                                           | 100 m            | Exemptées                           | Exemptées                           | 11 s 34                     | 5e                          | Éliminée     | Éliminée     | Éliminée | Éliminée |
| Mujinga Kambundji                                                                             | 100 m            | Exemptées                           | Exemptées                           | 11 s 05                     | 2e Q                        | 11 s 05      | 3e Q         | 10 s 99  | 6e       |
| Salomé Kora                                                                                   | 100 m            | Exemptées                           | Exemptées                           | 11 s 35                     | 4e                          | Éliminée     | Éliminée     | Éliminée | Éliminée |
| Mujinga Kambundji                                                                             | 200 m            |                                     | e                                   |                             | e                           |              | e            |          | e        |
| Léonie Pointet (de)                                                                           | 200 m            |                                     | e                                   |                             | e                           |              | e            |          | e        |
| Rachel Pellaud (de)                                                                           | 800 m            | 2 min 0 s 07                        | 3e Q                                | Exemptée                    | Exemptée                    |              | e            |          | e        |
| Valentina Rosamilia (en)                                                                      | 800 m            | 2 min 0 s 45                        | 4e                                  |                             | e                           |              | e            |          | e        |
| Audrey Werro                                                                                  | 800 m            | 1 min 59 s 38                       | 5e                                  |                             | e                           |              | e            |          | e        |
| Helen Bekele Tola                                                                             | Marathon         | Non disputé                         | Non disputé                         | Non disputé                 | Non disputé                 | Non disputé  | Non disputé  |          | e        |
| Fabienne Schlumpf                                                                             | Marathon         | Non disputé                         | Non disputé                         | Non disputé                 | Non disputé                 | Non disputé  | Non disputé  |          | e        |
| Ditaji Kambundji                                                                              | 100 m haies      |                                     | e                                   |                             | e                           |              | e            |          | e        |
| Yasmin Giger (de)                                                                             | 400 m haies      |                                     | e                                   |                             | e                           |              | e            |          | e        |
| Sarah Atcho-Jaquier Géraldine Frey Mujinga Kambundji Salomé Kora Léonie Pointet Emma van Camp | Relais 4 × 100 m |                                     | e                                   | Non disputé                 | Non disputé                 | Non disputé  | Non disputé  |          | e        |
| Yasmin Giger Giulia Senn (de)                                                                 | Relais 4 × 400 m |                                     | e                                   | Non disputé                 | Non disputé                 | Non disputé  | Non disputé  |          | e        |

| Athlètes              | Épreuve          | Qualification | Qualification | Finale      | Finale |
| Athlètes              | Épreuve          | Performance   | Rang          | Performance | Rang   |
| --------------------- | ---------------- | ------------- | ------------- | ----------- | ------ |
| Angelica Moser        | Saut à la perche | m             | e             | m           | e      |
| Pascale Stöcklin (no) | Saut à la perche | m             | e             | m           | e      |

| Athlètes    | Épreuve  | 100 m H | SH | LP | 200 m | SL | LJ | 800 m | Total | Rang |
| ----------- | -------- | ------- | -- | -- | ----- | -- | -- | ----- | ----- | ---- |
| Annik Kälin | Résultat |         | m  | m  |       | m  | m  |       |       | e    |
| Annik Kälin | Points   |         |    |    |       |    |    |       |       | e    |

#### Mixte
| Athlètes                                               | Épreuve          | Premier tour     | Premier tour | Finale   | Finale   |
| Athlètes                                               | Épreuve          | Temps            | Rang         | Temps    | Rang     |
| ------------------------------------------------------ | ---------------- | ---------------- | ------------ | -------- | -------- |
| Charles Devantay Giulia Senn Lionel Spitz Yasmin Giger | Relais 4 × 400 m | 3 min 12 s 77 RN | 6e           | Éliminés | Éliminés |

### Aviron
Le 18 avril 2024, Swiss Olympic sélectionne quatre rameurs. Swiss Olympic annonce neuf nouvelles sélections le 30 mai 2024
| Athlètes                                                                     | Compétition                 | Série         | Série  | Repêchage     | Repêchage | Demi-finale   | Demi-finale | Finale        | Finale                              |
| Athlètes                                                                     | Compétition                 | Temps         | Rang   | Temps         | Rang      | Temps         | Rang        | Temps         | Rang                                |
| ---------------------------------------------------------------------------- | --------------------------- | ------------- | ------ | ------------- | --------- | ------------- | ----------- | ------------- | ----------------------------------- |
| Raphaël Ahumada (de) Jan Schäuble (de)                                       | Deux de couple poids léger, | 6 min 24 s 88 | 1ers Q | Exemptés      | Exemptés  | 6 min 24 s 31 | 2es FA      | 6 min 16 s 50 | 4es                                 |
| Scott Bärlocher (de) Dominic Condrau (de) Maurin Lange (de) Jonah Plock (de) | Quatre de couple,           | 5 min 49 s 50 | 3es    | 5 min 52 s 55 | 2es FA    | Non disputé   | Non disputé | 5 min 58 s 04 | 6es                                 |
| Andrin Gulich Roman Röösli                                                   | Deux sans barreur,          | 6 min 32 s 71 | 4es    | 6 min 47 s 38 | 1ers Q    | 6 min 32 s 18 | 2es FA      | 6 min 24 s 76 | Médaille de bronze, Jeux olympiques |
| Patrick Brunner Tim Roth Kai Schätzle Joel Schürch (en)                      | Quatre sans barreur,        | 6 min 10 s 86 | 4es    | 6 min 0 s 29  | 5es FB    | Non disputé   | Non disputé | 6 min 2 s 61  | 9es                                 |

| Athlètes                                                    | Compétition       | Série         | Série | Repêchage     | Repêchage | Quart de finale | Quart de finale | Demi-finale   | Demi-finale | Finale        | Finale |
| Athlètes                                                    | Compétition       | Temps         | Rang  | Temps         | Rang      | Temps           | Rang            | Temps         | Rang        | Temps         | Rang   |
| ----------------------------------------------------------- | ----------------- | ------------- | ----- | ------------- | --------- | --------------- | --------------- | ------------- | ----------- | ------------- | ------ |
| Aurelia-Maxima Janzen (de)                                  | Skiff,            | 7 min 41 s 15 | 2e Q  | Exemptée      | Exemptée  | 7 min 31 s 12   | 2e Q            | 7 min 31 s 65 | 5e FB       |               | e      |
| Célia Dupré Lisa Lötscher Fabienne Schweizer Pascale Walker | Quatre de couple, | 6 min 16 s 91 | 3es   | 6 min 26 s 82 | 1res FA   | Non disputé     | Non disputé     | Non disputé   | Non disputé | 6 min 20 s 12 | 4es    |

### Badminton
Swiss Olympic annonce la sélection de Jenjira Stadelmann (en) le 30 mai 2024.
| Athlètes                | Compétition   | Phase de groupes                             | Phase de groupes                                   | Phase de groupes | 1/8e de finale   | Quarts de finale | Demi-finales     | Finale / 3e place | Finale / 3e place |
| Athlètes                | Compétition   | Adversaire Score                             | Adversaire Score                                   | Rang             | Adversaire Score | Adversaire Score | Adversaire Score | Adversaire Score  | Rang              |
| ----------------------- | ------------- | -------------------------------------------- | -------------------------------------------------- | ---------------- | ---------------- | ---------------- | ---------------- | ----------------- | ----------------- |
| Tobias Künzi (en)       | Simple hommes | battu par Li Shifeng 0-2 (13-21, 13-21)      | bat Anuoluwapo Juwon Opeyori 2-0 (22-20, 21-14)    | 2e du gr. N      | Éliminé          | Éliminé          | Éliminé          | Éliminé           | e                 |
| Jenjira Stadelmann (en) | Simple dames  | battue par Carolina Marín 0-2 (11-21, 19-21) | bat Rachael Darragh (en) 2-1 (13-21, 24-22, 21-15) | 2e du gr. L      | Éliminée         | Éliminée         | Éliminée         | Éliminée          | e                 |

### Beach-volley
| Athlètes                     | Compétition     | Tour préliminaire | Tour préliminaire | 1/8e de finale                               | Quart de finale                                        | Demi-finale                                            | Finale / MB                                             | Rang                                |
| Athlètes                     | Compétition     | Adversaires Score | Rang              | Adversaires Score                            | Adversaires Score                                      | Adversaires Score                                      | Adversaires Score                                       | Rang                                |
| ---------------------------- | --------------- | --- | ----------------- | -------------------------------------------- | ------------------------------------------------------ | ------------------------------------------------------ | ------------------------------------------------------- | ----------------------------------- |
| Nina Brunner Tanja Hüberli   | Tournoi féminin | Poule F battent Álvarez / Moreno 2-0 (21-12, 21-19) battent Lippmann / Ludwig 2-0 (21-9, 21-15) Placette / Richard                      | 1re               | Liliana Fernández / Paula Soria Victoire 2-0 | Sara Hughes / Kelly Cheng Victoire 2-0                 | Melissa Humana-Paredes / Brandie Wilkerson Défaite 1-2 | Mariafe Artacho del Solar / Taliqua Clancy Victoire 2-0 | Médaille de bronze, Jeux olympiques |
| Esmée Böbner Zoé Vergé-Dépré | Tournoi féminin | Poule D battent Graudiņa / Kravčenoka 2-0 (21-15 21-14) battent Humana-Paredes / Wilkerson 2-1 (21-18, 13-21, 15-11) Poletti / Valiente | 1re               | Xue Chen / Xia Xinyi Victoire 2-0            | Mariafe Artacho del Solar / Taliqua Clancy Défaite 1-2 | Éliminées                                              | Éliminées                                               | 5e                                  |

### Canoë-kayak

#### Slalom
| Athlète        | Compétition | Éliminatoires | Éliminatoires | Éliminatoires | Éliminatoires | Éliminatoires  | Éliminatoires | Demi-finales | Demi-finales | Finale   | Finale   |
| Athlète        | Compétition | Manche 1      | Manche 1      | Manche 2      | Manche 2      | Meilleur temps | Rang          | Demi-finales | Demi-finales | Finale   | Finale   |
| Athlète        | Compétition | Temps         | Rang          | Temps         | Rang          | Meilleur temps | Rang          | Temps        | Rang         | Temps    | Rang     |
| -------------- | ----------- | ------------- | ------------- | ------------- | ------------- | -------------- | ------------- | ------------ | ------------ | -------- | -------- |
| Martin Dougoud | K1 hommes,  | 86 s 30       | 3e            | 138 s 24      | 22e           | 86 s 30        | 6e Q          | 93 s 07      | 7e Q         | 89 s 44  | 4e       |
| Alena Marx     | C1 femmes,  | 109 s 66      | 12e           | 111 s 10      | 14e           | 109 s 66       | 16e Q         | 117 s 50     | 11e Q        | 114 s 61 | 8e       |
| Alena Marx     | K1 femmes,  | 102 s 13      | 18e           | 98 s 22       | 14e           | 98 s 22        | 17e Q         | 123 s 62     | 19e          | Éliminée | Éliminée |

| Athlète        | Compétition | Contre-la-montre | Contre-la-montre | Séries | Quarts de finale | Demi- finales | Finale |
| Athlète        | Compétition | Temps            | Rang             | Rang   | Rang             | Rang          | Rang   |
| -------------- | ----------- | ---------------- | ---------------- | ------ | ---------------- | ------------- | ------ |
| Martin Dougoud | KX1 hommes  | 74 s 89          | 28e              | 2e Q   | 2e Q             | 4e Q          | 5e     |
| Alena Marx     | KX1 femmes  | 78 s 29          | 27e              | 2e Q   | 2e Q             | 4e Q          | 6e     |

### Cyclisme

#### BMX
Swiss Olympic annonce sa sélection pour les courses de BMX le 5 juin 2024.
| Athlète         | Compétition | Tour de classement | Tour de classement | Tour de classement | Tour de classement | Finale   | Finale   | Finale   | Finale   |
| Athlète         | Compétition | Manche 1           | Manche 2           | Moyenne            | Rang               | Manche 1 | Manche 2 | Moyenne  | Rang     |
| --------------- | ----------- | ------------------ | ------------------ | ------------------ | ------------------ | -------- | -------- | -------- | -------- |
| Nikita Ducarroz | Femmes      | 79,04              | 80,53              | 79,78              | 10e                | Éliminée | Éliminée | Éliminée | Éliminée |

| Athlète          | Compétition | Quarts de finale | Quarts de finale | Quarts de finale | Quarts de finale | Quarts de finale | Repêchage | Repêchage | Demi-finales | Demi-finales | Demi-finales | Demi-finales | Demi-finales | Finale   | Finale                              |
| Athlète          | Compétition | Manche 1         | Manche 2         | Manche 3         | Résultat         | Rang             | Temps     | Rang      | Manche 1     | Manche 2     | Manche 3     | Résultat     | Rang         | Temps    | Rang                                |
| ---------------- | ----------- | ---------------- | ---------------- | ---------------- | ---------------- | ---------------- | --------- | --------- | ------------ | ------------ | ------------ | ------------ | ------------ | -------- | ----------------------------------- |
| Cédric Butti     | Hommes,     | 3e               | 3e               | 4e               | 10               | 8e Q             | Exempté   | Exempté   | 3e           | 4e           | 3e           | 10           | 5e Q         | 32 s 124 | 4e                                  |
| Simon Marquart   | Hommes,     | 6e               | 4e               | 7e               | 17               | 19e R            | 33 s 328  | 2e Q      | 4e           | 2e           | 3e           | 9            | 4e Q         | 44 s 914 | 7e                                  |
| Nadine Aeberhard | Femmes,     | 5e               | 4e               | 6e               | 15               | 11e Q            | Exemptée  | Exemptée  | Abandon      | 6e           | 5e           | 19           | 13e          | Éliminée | Éliminée                            |
| Zoé Claessens    | Femmes,     | 3e               | 2e               | 3e               | 8                | 8e Q             | Exempté   | Exempté   | 5e           | 3e           | 3e           | 11           | 6e Q         | 35 s 060 | Médaille de bronze, Jeux olympiques |

#### Piste
Swiss Olympic annonce les sélections de Michelle Andres, Aline Seitz et Alex Vogel le 2 mai 2024
| Athlète     | Compétition | Scratch | Course tempo | Élimination | Course aux points | Course aux points | Total | Rang |
| Athlète     | Compétition | Rang    | Rang         | Rang        | Points            | Rang              | Total | Rang |
| ----------- | ----------- | ------- | ------------ | ----------- | ----------------- | ----------------- | ----- | ---- |
| Alex Vogel  | Hommes      | e       | e            | e           |                   | e                 |       | e    |
| Aline Seitz | Femmes      | e       | e            | e           |                   | e                 |       | e    |

| Athlète                     | Épreuve | Points | Tours | Classement |
| --------------------------- | ------- | ------ | ----- | ---------- |
| Michelle Andres Aline Seitz | Femmes  |        |       | e          |

#### Route
| Athlète          | Compétition      | Temps          | Rang |
| ---------------- | ---------------- | -------------- | ---- |
| Marc Hirschi     | Course en ligne  |                | e    |
| Stefan Küng      | Course en ligne  |                | e    |
| Stefan Bissegger | Contre-la-montre | 37 min 38 s 57 | 6e   |
| Stefan Küng      | Contre-la-montre | 37 min 47 s 67 | 8e   |

| Athlète        | Compétition      | Temps          | Rang |
| -------------- | ---------------- | -------------- | ---- |
| Elise Chabbey  | Course en ligne  |                | e    |
| Elena Hartmann | Course en ligne  |                | e    |
| Noemi Rüegg    | Course en ligne  |                | e    |
| Linda Zanetti  | Course en ligne  |                | e    |
| Elena Hartmann | Contre-la-montre | 42 min 58 s 90 | 17e  |

#### VTT
Swiss Olympic annonce la sélection d'Alessandra Keller, de Jolanda Neff, de Nino Schurter et de Mathias Flückiger le 26 mai 2024. Cependant, Neff étant atteinte de problèmes respiratoires, sa participation n'est pas garantie et Sina Frei serait sa remplaçante si Neff devait renoncer.
| Athlète           | Compétition | Temps           | Rang |
| ----------------- | ----------- | --------------- | ---- |
| Mathias Flückiger | Hommes      | 1 h 27 min 42 s | 5e   |
| Nino Schurter     | Hommes      | 1 h 28 min 44 s | 9e   |
| Sina Frei         | Femmes      | 1 h 35 min 34 s | 21e  |
| Alessandra Keller | Femmes      | 1 h 30 min 43 s | 7e   |

### Équitation
| Athlète            | Cheval    | Compétition | Grand Prix | Grand Prix | Grand Prix Spécial | Grand Prix Spécial | Grand Prix Spécial | Total    | Total    |
| Athlète            | Cheval    | Compétition | Score      | Rang       | Score              | Total              | Rang               | Score    | Rang     |
| ------------------ | --------- | ----------- | ---------- | ---------- | ------------------ | ------------------ | ------------------ | -------- | -------- |
| Andrina Suter (en) | Fibonacci | Individuel  | 65,590     | 55e        | Éliminée           | Éliminée           | Éliminée           | Éliminée | Éliminée |

| Athlète                                                      | Cheval                                                                     | Compétition | Qualification | Qualification | Qualification | Qualification | Qualification | Finale    | Finale    | Finale    | Finale   | Finale                             |
| Athlète                                                      | Cheval                                                                     | Compétition | Pénalités     | Pénalités     | Pénalités     | Temps         | Rang          | Pénalités | Pénalités | Pénalités | Temps    | Rang                               |
| Athlète                                                      | Cheval                                                                     | Compétition | Saut          | Temps         | Total         | Temps         | Rang          | Saut      | Temps     | Total     | Temps    | Rang                               |
| ------------------------------------------------------------ | -------------------------------------------------------------------------- | ----------- | ------------- | ------------- | ------------- | ------------- | ------------- | --------- | --------- | --------- | -------- | ---------------------------------- |
| Martin Fuchs Steve Guerdat Pius Schwizer Édouard Schmitz (r) | Leone Jei Dynamix de Belheme Vancouver de Lanlore Gamin Van't Naastveldhof | Par équipes | 8 12 4        | 0             | 24            | 225 s 26      | 12e           | Éliminés  | Éliminés  | Éliminés  | Éliminés | Éliminés                           |
| Martin Fuchs                                                 | Voir plus haut                                                             | Individuel  | 0             | 0             | 0             | 74 s 20       | 5e            | 4         | 0         | 4         | 82 s 21  | 10e                                |
| Steve Guerdat                                                | Voir plus haut                                                             | Individuel  | 0             | 0             | 0             | 74 s 33       | 6e            | 0         | 0         | 0         | 80 s 99  | Médaille d'argent, Jeux olympiques |
| Edouard Shmitz (r)                                           | Voir plus haut                                                             | Individuel  | 8             | 0             | 8             | 75 s 02       | 45e           | Éliminé   | Éliminé   | Éliminé   | Éliminé  | Éliminé                            |

| Athlète                              | Cheval               | Compétition | Dressage  | Dressage | Cross-country | Cross-country | Cross-country | Saut d'obstacles | Saut d'obstacles | Saut d'obstacles | Saut d'obstacles | Saut d'obstacles | Saut d'obstacles | Total  | Total |
| Athlète                              | Cheval               | Compétition | Dressage  | Dressage | Cross-country | Cross-country | Cross-country | Qualification    | Qualification    | Qualification    | Finale           | Finale           | Finale           | Total  | Total |
| Athlète                              | Cheval               | Compétition | Pénalités | Rang     | Pénalités     | Total         | Rang          | Pénalités        | Total            | Rang             | Pénalités        | Total            | Rang             | Total  | Rang  |
| ------------------------------------ | -------------------- | ----------- | --------- | -------- | ------------- | ------------- | ------------- | ---------------- | ---------------- | ---------------- | ---------------- | ---------------- | ---------------- | ------ | ----- |
| Robin Godel (en)                     | Grandeur de Lully CH | Individuel  | 29,10     | 20e      | 9,60          | 38,70         | 26e           | 13,20            | 51,90            | 30e              | Éliminé          | Éliminé          | Éliminé          | 51,90  | 30e   |
| Mélody Johner (en)                   | Toubleu de Rueire    | Individuel  | 38,40     | 55e      | 3,20          | 41,60         | 30e           | 8,80             | 50,40            | 29e              | Éliminée         | Éliminée         | Éliminée         | 50,40  | 29e   |
| Felix Vogg                           | Dao de l'Océan       | Individuel  | 22,10     | 5e       | 0             | 22,10         | 4e            | 4                | 26,10            | 6e               | 4,40             | 30,50            | 8e               | 30,50  | 8e    |
| Robin Godel Mélody Johner Felix Vogg | Voir ci-dessus       | Par équipes | 89,60     | 7es      | 12,80         | 102,40        | 4es           | 26,00            | 128,40           | 5es              | Non-disputé      | Non-disputé      | Non-disputé      | 128,40 | 5es   |

### Escalade
| Athlète        | Compétition | Demi-finale | Demi-finale | Demi-finale | Demi-finale | Demi-finale | Demi-finale             | Demi-finale     | Finale   | Finale   | Finale   | Finale   | Finale | Finale                  | Finale          |
| Athlète        | Compétition | Bloc        | Bloc        | Bloc        | Bloc        | Bloc        | Points de la difficulté | Total de points | Bloc     | Bloc     | Bloc     | Bloc     | Bloc   | Points de la difficulté | Total de points |
| Athlète        | Compétition | Passages    | Passages    | Passages    | Passages    | Points      | Points de la difficulté | Total de points | Passages | Passages | Passages | Passages | Points | Points de la difficulté | Total de points |
| Athlète        | Compétition | 1er         | 2e          | 3e          | 4e          | Points      | Points de la difficulté | Total de points | 1er      | 2e       | 3e       | 4e       | Points | Points de la difficulté | Total de points |
| -------------- | ----------- | ----------- | ----------- | ----------- | ----------- | ----------- | ----------------------- | --------------- | -------- | -------- | -------- | -------- | ------ | ----------------------- | --------------- |
| Sascha Lehmann | Hommes      |             |             |             |             |             |                         |                 |          |          |          |          |        |                         |                 |

### Escrime
Swiss Olympic annonce la sélection d'Alexis Bayard et de Pauline Brunner le 6 juin 2024.
| Athlète       | Compétition       | 1/32 de finale   | Seizièmes de finale | Huitièmes de finale | Quarts de finale | Demi-finales / Classement | Finale / Classement | Rang |
| Athlète       | Compétition       | Adversaire Score | Adversaire Score    | Adversaire Score    | Adversaire Score | Adversaire Score          | Adversaire Score    | Rang |
| ------------- | ----------------- | ---------------- | ------------------- | ------------------- | ---------------- | ------------------------- | ------------------- | ---- |
| Alexis Bayard | Épée individuelle | Exempté          | Loyola Défaite 9-15 | Éliminé             | Éliminé          | Éliminé                   | Éliminé             | 19e  |

| Athlète         | Compétition       | 1/32 de finale   | Seizièmes de finale    | Huitièmes de finale | Quarts de finale | Demi-finales / Classement | Finale / Classement | Rang |
| Athlète         | Compétition       | Adversaire Score | Adversaire Score       | Adversaire Score    | Adversaire Score | Adversaire Score          | Adversaire Score    | Rang |
| --------------- | ----------------- | ---------------- | ---------------------- | ------------------- | ---------------- | ------------------------- | ------------------- | ---- |
| Pauline Brunner | Épée individuelle | Exempté          | Husisian Défaite 11-12 | Éliminée            | Éliminée         | Éliminée                  | Éliminée            | 24e  |

### Golf
| Athlète                | Compétition       | Jour 1  | Jour 1 | Jour 2  | Jour 2   | Jour 2 | Jour 3 | Jour 3 | Jour 3 | Jour 4 | Jour 4 | Jour 4 |
| Athlète                | Compétition       | Score   | Rang   | Score   | Total    | Rang   | Score  | Total  | Rang   | Score  | Total  | Rang   |
| ---------------------- | ----------------- | ------- | ------ | ------- | -------- | ------ | ------ | ------ | ------ | ------ | ------ | ------ |
| Joel Girrbach (en)     | Épreuve masculine | 69 (-2) | 21e    | 72 (+1) | 141 (-1) | 35e    |        |        | e      |        |        | e      |
| Morgane Métraux (en)   | Épreuve féminine  |         | e      |         |          | e      |        |        | e      |        |        | e      |
| Albane Valenzuela (en) | Épreuve féminine  |         | e      |         |          | e      |        |        | e      |        |        | e      |

### Gymnastique artistique
| Athlète                  | Qualifications | Qualifications | Qualifications | Qualifications | Qualifications    | Qualifications | Qualifications | Qualifications | Finale   | Finale         | Finale   | Finale   | Finale            | Finale     | Finale  | Finale |
| Athlète                  | Appareil       | Appareil       | Appareil       | Appareil       | Appareil          | Appareil       | Total          | Rang           | Appareil | Appareil       | Appareil | Appareil | Appareil          | Appareil   | Total   | Rang   |
| Athlète                  | Sol            | Cheval d'arçon | Anneaux        | Saut           | Barres parallèles | Barre fixe     | Total          | Rang           | Sol      | Cheval d'arçon | Anneaux  | Saut     | Barres parallèles | Barre fixe | Total   | Rang   |
| ------------------------ | -------------- | -------------- | -------------- | -------------- | ----------------- | -------------- | -------------- | -------------- | -------- | -------------- | -------- | -------- | ----------------- | ---------- | ------- | ------ |
| Matteo Giubellini (en)   | 13,800         | 14,233         | 13,233         | 13,900         | 14,500            | 13,400         | 83,066         | 12e            | —        | 13,166         | 13,300   | —        | 14,366            | 13,466     | -       | -      |
| Luca Giubellini (en)     | 13,666         | 13,000         | —              | 14,600         | —                 | —              | —              | —              | 14,000   | 14,000         | —        | 13,433   | —                 | —          | -       | -      |
| Florian Langenegger (en) | 13,633         | 13,633         | 12,933         | 14,433         | 14,166            | 13,100         | 81,898         | 20e            | 13,700   | —              | 13,400   | 14,066   | —                 | —          | -       | -      |
| Noe Seifert              | 14,100         | 13,866         | 13,366         | 14,066         | 14,600            | 11,800         | 81,798         | 21e            | 14,166   | 13,633         | 13,533   | —        | 14,400            | 12,866     | -       | -      |
| Taha Serhani (en)        | —              | —              | —              | —              | 14,500            | 13,633         | —              | —              | —        | —              | —        | 14,133   | 14,233            | 13,566     | -       | -      |
| Total                    | 41,566         | 41,732         | 39,532         | 43,099         | 43,600            | 40,133         | 249,662        | 7e Q           | 41,866   | 40,799         | 40,233   | 41,632   | 42,999            | 39,898     | 247,427 | 7e     |

| Athlète             | Compétition      | Qualifications                 | Qualifications                 | Qualifications                 | Qualifications                 | Qualifications                 | Qualifications                 | Qualifications                 | Qualifications                 | Finale   | Finale         | Finale   | Finale   | Finale            | Finale     | Finale | Finale |
| Athlète             | Compétition      | Appareil                       | Appareil                       | Appareil                       | Appareil                       | Appareil                       | Appareil                       | Total                          | Rang                           | Appareil | Appareil       | Appareil | Appareil | Appareil          | Appareil   | Total  | Rang   |
| Athlète             | Compétition      | Sol                            | Cheval d'arçon                 | Anneaux                        | Saut                           | Barres parallèles              | Barre fixe                     | Total                          | Rang                           | Sol      | Cheval d'arçon | Anneaux  | Saut     | Barres parallèles | Barre fixe | Total  | Rang   |
| ------------------- | ---------------- | ------------------------------ | ------------------------------ | ------------------------------ | ------------------------------ | ------------------------------ | ------------------------------ | ------------------------------ | ------------------------------ | -------- | -------------- | -------- | -------- | ----------------- | ---------- | ------ | ------ |
| Matteo Giubellini   | Concours général | Voir les résultats par équipes | Voir les résultats par équipes | Voir les résultats par équipes | Voir les résultats par équipes | Voir les résultats par équipes | Voir les résultats par équipes | Voir les résultats par équipes | Voir les résultats par équipes | 14,100   | 14,533         | 13,300   | 13,800   | 14,033            | 13,566     | 83,332 | 10e    |
| Florian Langenegger | Concours général | Voir les résultats par équipes | Voir les résultats par équipes | Voir les résultats par équipes | Voir les résultats par équipes | Voir les résultats par équipes | Voir les résultats par équipes | Voir les résultats par équipes | Voir les résultats par équipes | 14,066   | 13,566         | 13,366   | 14,133   | 13,700            | 13,033     | 81,864 | 16e    |

| Athlète          | Compétition      | Qualifications | Qualifications      | Qualifications | Qualifications | Qualifications | Qualifications | Finale   | Finale              | Finale   | Finale   | Finale   | Finale   |
| Athlète          | Compétition      | Appareil       | Appareil            | Appareil       | Appareil       | Total          | Rang           | Appareil | Appareil            | Appareil | Appareil | Total    | Rang     |
| Athlète          | Compétition      | Saut           | Barres asymétriques | Poutre         | Sol            | Total          | Rang           | Saut     | Barres asymétriques | Poutre   | Sol      | Total    | Rang     |
| ---------------- | ---------------- | -------------- | ------------------- | -------------- | -------------- | -------------- | -------------- | -------- | ------------------- | -------- | -------- | -------- | -------- |
| Lena Bickel (en) | Concours général | 13,366         | 12,266              | 13,066         | 12,433         | 51,131         | 39e            | Éliminée | Éliminée            | Éliminée | Éliminée | Éliminée | Éliminée |

### Judo
| Athlète          | Compétition     | 1er tour                                     | 2e tour                     | Quart de finale                       | Demi-finale                      | Repêchage 1         | Repêchage 2                        | Finale              | Rang |
| Athlète          | Compétition     | Adversaire Résultat                          | Adversaire Résultat         | Adversaire Résultat                   | Adversaire Résultat              | Adversaire Résultat | Adversaire Résultat                | Adversaire Résultat | Rang |
| ---------------- | --------------- | -------------------------------------------- | --------------------------- | ------------------------------------- | -------------------------------- | ------------------- | ---------------------------------- | ------------------- | ---- |
| Nils Stump       | Moins de 73 kg, | Battu par Batzayaagiin Erdenebayar 00 - 01s2 | Éliminé                     | Éliminé                               | Éliminé                          | Éliminé             | Éliminé                            | Éliminé             | 17e  |
| Daniel Eich (de) | Moins de 100 kg | Bat Adnan Khankan 10-00                      | Bat Shady Elnahas 01s2-00s2 | Bat Nikoloz Sherazadishvili 01s2-00s1 | Battu par Ilia Sulamanidze 00-10 | Exempté             | Battu par Peter Paltchik 00s1-01s2 | Éliminé             | 5e   |

| Athlète      | Compétition     | 1er tour                | 2e tour                          | Quart de finale     | Demi-finale         | Repêchage 1         | Repêchage 2         | Finale              | Rang |
| Athlète      | Compétition     | Adversaire Résultat     | Adversaire Résultat              | Adversaire Résultat | Adversaire Résultat | Adversaire Résultat | Adversaire Résultat | Adversaire Résultat | Rang |
| ------------ | --------------- | ----------------------- | -------------------------------- | ------------------- | ------------------- | ------------------- | ------------------- | ------------------- | ---- |
| Binta Ndiaye | Moins de 52 kg, | bat Sofía Fiora 10-00s1 | battue par Gefen Primo 00s2-01s1 | Éliminée            | Éliminée            | Éliminée            | Éliminée            | Éliminée            | 9e   |

### Natation
| Athlète                                                     | Épreuve              | Séries        | Séries | Demi-finales  | Demi-finales | Finale        | Finale                              |
| Athlète                                                     | Épreuve              | Temps         | Rang   | Temps         | Rang         | Temps         | Rang                                |
| ----------------------------------------------------------- | -------------------- | ------------- | ------ | ------------- | ------------ | ------------- | ----------------------------------- |
| Thierry Bollin                                              | 50 m nage libre      | 22 s 95       | 42e    | Éliminé       | Éliminé      | Éliminé       | Éliminé                             |
| Antonio Djakovic                                            | 200 m nage libre     | 1 min 47 s 46 | 17e    | Éliminé       | Éliminé      | Éliminé       | Éliminé                             |
| Antonio Djakovic                                            | 400 m nage libre     | 3 min 49 s 77 | 23e    | Non disputé   | Non disputé  | Éliminé       | Éliminé                             |
| Thierry Bollin                                              | 100 m dos            | 54 s 35       | 26e    | Éliminé       | Éliminé      | Éliminé       | Éliminé                             |
| Roman Mityukov                                              | 100 m dos            | 53 s 94       | 17e    | Éliminé       | Éliminé      | Éliminé       | Éliminé                             |
| Roman Mityukov                                              | 200 m dos,           | 1 min 56 s 62 | 1er Q  | 1 min 56 s 05 | 2e Q         | 1 min 54 s 85 | Médaille de bronze, Jeux olympiques |
| Noè Ponti                                                   | 100 m papillon,      | 50 s 65       | 3e Q   | 50 s 60       | 5e Q         |               | e                                   |
| Noè Ponti                                                   | 200 m papillon,      | 1 min 54 s 77 | 3e Q   | 1 min 54 s 14 | 4e Q         | 1 min 54 s 14 | 5e                                  |
| Jérémy Desplanches                                          | 200 m 4 nages,       | 1 min 58 s 46 | 9e Q   | 1 min 58 s 93 | 13e          | Éliminé       | Éliminé                             |
| Antonio Djakovic Niels Liess Jérémy Desplanches Tiago Behar | 4 × 200 m nage libre | 7 min 18 s 06 | 16es   | Non disputé   | Non disputé  | Éliminé       | Éliminé                             |
|                                                             | 4 × 100 m 4 nages    |               | e      | Non disputé   | Non disputé  |               | e                                   |

| Athlète    | Épreuve      | Séries        | Séries | Demi-finales | Demi-finales | Finale   | Finale   |
| Athlète    | Épreuve      | Temps         | Rang   | Temps        | Rang         | Temps    | Rang     |
| ---------- | ------------ | ------------- | ------ | ------------ | ------------ | -------- | -------- |
| Lisa Mamié | 100 m brasse | 1 min 7 s 65  | 23e    | Éliminée     | Éliminée     | Éliminée | Éliminée |
| Lisa Mamié | 200 m brasse | 2 min 26 s 39 | 17e    | Éliminée     | Éliminée     | Éliminée | Éliminée |

### Pentathlon moderne
| Athlètes             | Compétition | Qualifications Poule d'escrime | Qualifications Poule d'escrime | Demi-finale | Demi-finale | Demi-finale | Demi-finale | Demi-finale | Demi-finale | Demi-finale | Demi-finale | Demi-finale | Demi-finale | Demi-finale | Finale     | Finale     | Finale  | Finale  | Finale  | Finale  | Finale   | Finale   | Finale   | Finale    | Finale    | Finale    | Finale    | Total | Rang |
| Athlètes             | Compétition | Qualifications Poule d'escrime | Qualifications Poule d'escrime | Escrime     | Escrime     | Escrime     | Escrime     | Natation    | Natation    | Natation    | Laser-Run   | Laser-Run   | Laser-Run   | Laser-Run   | Equitation | Equitation | Escrime | Escrime | Escrime | Escrime | Natation | Natation | Natation | Laser-Run | Laser-Run | Laser-Run | Laser-Run | Total | Rang |
| Athlètes             | Compétition | Vict.                          | Points                         | Vict.       | BR          | Rang        | Points      | Temps       | Rang        | Points      | Hand.       | Temps       | Rang        | Points      | Rang       | Points     | Vict.   | BR      | Rang    | Points  | Temps    | Rang     | Points   | Hand.     | Temps     | Rang      | Points    | Total | Rang |
| -------------------- | ----------- | ------------------------------ | ------------------------------ | ----------- | ----------- | ----------- | ----------- | ----------- | ----------- | ----------- | ----------- | ----------- | ----------- | ----------- | ---------- | ---------- | ------- | ------- | ------- | ------- | -------- | -------- | -------- | --------- | --------- | --------- | --------- | ----- | ---- |
| Alexandre Dällenbach | Hommes      |                                |                                |             |             | e           |             |             | e           |             |             |             | e           |             | e          |            |         |         | e       |         |          | e        |          |           |           | e         |           |       | e    |
| Anna Jurt (es)       | Femmes      |                                |                                |             |             | e           |             |             | e           |             |             |             | e           |             | e          |            |         |         | e       |         |          | e        |          |           |           | e         |           |       | e    |

### Tennis
| Joueur (n° de tête de série) | Compétition | 1/32e de finale            | 1/16e de finale            | 1/8e de finale      | Quarts de finale    | Demi-finales        | Finale / MB         |
| Joueur (n° de tête de série) | Compétition | Adversaire Résultat        | Adversaire Résultat        | Adversaire Résultat | Adversaire Résultat | Adversaire Résultat | Adversaire Résultat |
| ---------------------------- | ----------- | -------------------------- | -------------------------- | ------------------- | ------------------- | ------------------- | ------------------- |
| Stanislas Wawrinka           | Messieurs   | Bat Kotov 6-1, 6-1         | Battu par Popyrin 4-6, 5-7 | Éliminé             | Éliminé             | Éliminé             | Éliminé             |
| Viktorija Golubic            | Dames       | Battue par Pegula 3-6, 4-6 | Éliminée                   | Éliminée            | Éliminée            | Éliminée            | Éliminée            |

### Tir
| Tireurs             | Compétition                  | Qualification | Qualification | Finale  | Finale  |
| Tireurs             | Compétition                  | Points        | Rang          | Points  | Rang    |
| ------------------- | ---------------------------- | ------------- | ------------- | ------- | ------- |
| Jason Solari        | Pistolet à 10 m air comprimé | 573-13x       | 20e           | Éliminé | Éliminé |
| Christoph Dürr (es) | Carabine à 50 m 3 positions  | 586-32x       | 22e           | Éliminé | Éliminé |

| Tireuses       | Compétition                  | Qualification | Qualification | Finale   | Finale                              |
| Tireuses       | Compétition                  | Points        | Rang          | Points   | Rang                                |
| -------------- | ---------------------------- | ------------- | ------------- | -------- | ----------------------------------- |
| Audrey Gogniat | Carabine à 10 m air comprimé | 632,6         | 3e            | 230,3    | Médaille de bronze, Jeux olympiques |
| Nina Christen  | Carabine à 10 m air comprimé | 627,1         | 23e           | Éliminée | Éliminée                            |
| Nina Christen  | Carabine à 50 m 3 positions  | 582-23x       | 21e           | Éliminée | Éliminée                            |
| Chiara Leone   | Carabine à 50 m 3 positions  | 592-29x       | 3e            | 464,4    | Médaille d'or, Jeux olympiques      |

### Triathlon
Swiss Olympic annonce les sélections de Julie Derron, Cathia Schär, Adrien Briffod et Max Studer le 6 juin 2024.
| Athlète             | Compétition | Natation (1,5 km) | Transition 1 | Vélo (40 km) | Transition 2 | Course (10 km) | Temps           | Résultat                           |
| ------------------- | ----------- | ----------------- | ------------ | ------------ | ------------ | -------------- | --------------- | ---------------------------------- |
| Adrien Briffod (de) | Hommes      | 21 min 30 s       | 51 s         | 54 min 30 s  | 24 s         | 35 min 6 s     | 1 h 52 min 21 s | 49e                                |
| Max Studer          | Hommes      | 22 min 24 s       | 52 s         | 53 min 36 s  | 24 s         | 32 min 51 s    | 1 h 50 min 7 s  | 40e                                |
| Julie Derron        | Femmes      | 22 min 51 s       | 54 s         | 57 min 58 s  | 27 s         | 32 min 51 s    | 1 h 55 min 1 s  | Médaille d'argent, Jeux olympiques |
| Cathia Schär        | Femmes      | 26 min 14 s       | 59 s         | 59 min 2 s   | 28 s         | 36 min 45 s    | 2 h 3 min 28 s  | 44e                                |

| Athlète            | Natation (300 m) | Transition 1 | Vélo (8 km) | Transition 2 | Course (2 km) | Temps (athlètes) | Temps (équipe)  | Résultat |
| ------------------ | ---------------- | ------------ | ----------- | ------------ | ------------- | ---------------- | --------------- | -------- |
| Max Studer         | 4 min 29 s       | 1 min 2 s    | 9 min 24 s  | 24 s         | 4 min 49 s    | 20 min 8 s       | 1 h 27 min 16 s | 7e       |
| Julie Derron       | 5 min 8 s        | 1 min 10 s   | 10 min 29 s | 25 s         | 5 min 32 s    | 22 min 44 s      | 1 h 27 min 16 s | 7e       |
| Sylvain Fridelance | 4 min 24 s       | 1 min 3 s    | 9 min 43 s  | 25 s         | 5 min 12 s    | 20 min 47 s      | 1 h 27 min 16 s | 7e       |
| Cathia Schär       | 5 min 35 s       | 1 min 11 s   | 10 min 20 s | 28 s         | 6 min 3 s     | 23 min 37 s      | 1 h 27 min 16 s | 7e       |

### Voile
Le 15 septembre 2023, Swiss Olympic annonce la sélection de Maud Jayet, Sébastien Schneiter et Arno de Planta. Swiss Olympic annonce les sélections d'Yves Mermod, de Maja Siegenthaler et d'Elia Colombo le 2 mai 2024. Trois semaines plus tard, la kitesurfeuse Elena Lengwiler est sélectionnée.
Nota : le résultat barré est le plus mauvais de l’athlète concerné. Il n’est pas pris en compte dans le total.
| Athlètes                                | Compétition | Régates | Régates | Régates | Régates | Régates | Régates | Régates | Régates | Régates | Régates | Régates | Régates | Régates | Total net | Classement |
| Athlètes                                | Compétition | 1       | 2       | 3       | 4       | 5       | 6       | 7       | 8       | 9       | 10      | 11      | 12      | CM      | Total net | Classement |
| --------------------------------------- | ----------- | ------- | ------- | ------- | ------- | ------- | ------- | ------- | ------- | ------- | ------- | ------- | ------- | ------- | --------- | ---------- |
| Sébastien Schneiter (en) Arno de Planta | 49er        |         |         |         |         |         |         |         |         |         |         |         |         |         |           | e          |
| Elia Colombo                            | IQFoil      |         |         |         |         |         |         |         |         |         |         |         |         |         |           | e          |

| Athlètes        | Compétition  | Régates | Régates | Régates | Régates | Régates | Régates | Régates | Régates | Régates | Régates | Régates     | Régates     | Régates | Total net | Classement |
| Athlètes        | Compétition  | 1       | 2       | 3       | 4       | 5       | 6       | 7       | 8       | 9       | 10      | 11          | 12          | CM      | Total net | Classement |
| --------------- | ------------ | ------- | ------- | ------- | ------- | ------- | ------- | ------- | ------- | ------- | ------- | ----------- | ----------- | ------- | --------- | ---------- |
| Maud Jayet (en) | Laser Radial |         |         |         |         |         |         |         |         |         |         | non disputé | non disputé |         |           | e          |
| Elena Lengwiler | Formula Kite |         |         |         |         |         |         |         |         |         |         |             |             |         |           | e          |

| Athlètes                           | Compétition | Régates | Régates | Régates | Régates | Régates | Régates | Régates | Régates | Régates | Régates | Régates     | Régates     | Régates | Total net | Classement |
| Athlètes                           | Compétition | 1       | 2       | 3       | 4       | 5       | 6       | 7       | 8       | 9       | 10      | 11          | 12          | CM      | Total net | Classement |
| ---------------------------------- | ----------- | ------- | ------- | ------- | ------- | ------- | ------- | ------- | ------- | ------- | ------- | ----------- | ----------- | ------- | --------- | ---------- |
| Yves Mermod Maja Siegenthaler (en) | 470         |         |         |         |         |         |         |         |         |         |         | non disputé | non disputé |         |           | e          |